# Michaël Carré
Pas d'image ? Cliquez ici

a Compétitions nationales et continentales officielles uniquement.

Dernière mise à jour le 15 novembre 2021.
Mickaël Carré, né le 6 mai 1973 à Digoin, est un joueur français de rugby à XV évoluant au poste de demi d'ouverture ou  de centre.

## Biographie
Mickaël Carré est originaire de Digoin, il joue ensuite trois ans dans l'élite au SC Graulhet où il remporte deux fois le Challenge de l'Espérance avant de faire un passage également au CA Bordeaux-Bègles pour une saison.
Il signe ensuite à l’US Colomiers où il joue aux côtés de Fabien Galthié, devenant ainsi vainqueur du bouclier européen en 1998, finaliste de la coupe d'Europe en 1999 et enfin du championnat de France en 2000.
Il entraîne l'AS Fleurance depuis 2019 avec son ancien coéquipier columérin Bernard De Giusti.

## Palmarès
Avec le SC Graulhet
- Challenge de l'Espérance :
  - Vainqueur (2) : 1994 et 1995

Avec l'US Colomiers
- Championnat de France de première division :
  - Vice-champion (1) : 2000
- Coupe d'Europe :
  - Finaliste (1) : 1999
- Challenge européen :
  - Vainqueur (1) : 1998